# Nongstoin
Nongstoin ist eine Stadt im indischen Bundesstaat Meghalaya.
Die Stadt ist Hauptort des Distrikts West Khasi Hills. Nongstoin hat den Status eines Town Committee. Die Stadt ist in 18 Wards gegliedert. Sie hatte am Stichtag der Volkszählung 2011 28.742 Einwohner, von denen 14.252 Männer und 14.490 Frauen waren. Christen bilden mit einem Anteil von über 98 % die Mehrheit der Bevölkerung in der Stadt. Hindus bilden eine Minderheit von ca. 1 %. Die Alphabetisierungsrate lag 2011 bei 87,9 % und damit deutlich über dem nationalen Durchschnitt. 98,9 % der Einwohner gehören den Scheduled Tribes an.